# 陳慶之北伐
陳慶之北伐，529年（南梁中大通元年、北魏永安二年）梁直阁将軍陈庆之率军攻伐北魏的作战。
梁武帝在大通二年（528年）十月，以投奔南梁的原北魏北海王元颢为魏王，并派东宫直閣将军陈庆之率兵七千人，护送元颢北还。梁中大通元年（529年）四月，陈庆之领兵以北魏征讨邢杲起义军之时，攻占荥城（今河南商丘东），进至梁国（今河南商丘）。魏将丘大千率众七万分筑九城，以抵御梁军。陈庆之军进攻，一日攻占三城，迫使丘大千投降。元颢在睢阳（今河南商丘南）城南称帝。陈庆之攻占考城（今河南民权县东北），歼灭北魏羽林军二万，俘济阴王元业。五月，魏孝庄帝分派部众扼守荥阳、虎牢（今荥阳市西北汜水镇）等地，以保卫京都洛阳。元颢攻占梁国后，即命陈庆之督军西上攻荥阳。北魏上党王元天穆等率军三十万人先后前往荥阳增援，被陈庆之击退。梁军旋即攻占虎牢。陈庆之前后作战四十七次，攻城三十二座，都攻克。魏孝庄帝被迫撤退至长子（今山西长子县西）。元颢入洛阳，想要叛梁自立。魏孝庄帝命令镇守晋阳（今山西太原西南）的魏将尔朱荣南返，来攻夺洛阳。闰六月，尔朱荣率军南下与元颢军隔黄河对峙。陈庆之守北中城（今河南孟州市附近），元颢据守河桥南岸。尔朱荣派兵做木筏，夜渡袭击元颢军，元颢防守黄河的部队撤退。元颢仅率数百骑逃走，至临颍（今河南临颍西北），其部卒散逃，元颢被擒杀。尔朱荣军南攻，陈庆之收容步骑兵数千人结阵东撤。尔朱荣军追击，至嵩高（今河南登封北），因河水上涨，梁军士卒死散殆尽。陈庆之化装逃回建康（今南京）。陈庆之北伐以失败而结束。